# John Quidor
John Quidor (Tappan (Nueva York), Estados Unidos, 26 de enero de 1801-Jersey City (Nueva Jersey), 14 de diciembre de 1881) fue un pintor de temas históricos y literarios estadounidense.

## Biografía
Nacido en Tappan en 1801, nueve años después la familia se trasladó a Nueva York donde, con diecisiete años, estudio brevemente pintura con John Wesley Jarvis teniendo como condiscípulo a Henry Inman. Enfrentado con Jarvis, trabajó en tareas decorativas menores. A mediados de la década de 1820 comenzó a realizar y exponer pinturas de carácter romántico basadas en relatos literarios, especialmente cuentos de Washington Irving (entre ellos Rip van Winkle y La leyenda de Sleepy Hollow) y James Fenimore Cooper. Tras un incendio en su taller neoyorquino abandonó la ciudad después de 1835 y en 1844 se instaló en una granja cerca de Quincy, Illinois, que pagó con la pintura de ocho cuadros de asunto religioso basados en grabados de Benjamin West. Regresó a Nueva York en 1851. Hacia 1868 abandonó la pintura, posiblemente a causa del menguado éxito obtenido con ella en vida, instalándose hasta su muerte en Jersey City, donde residía su hija mayor.